# فهرست طریقت‌های تصوف
- اکبریه
- سلسله نعمت‌اللهی سلطان علیشاهی گنابادی
- سلسله نعمت‌اللهی مونس‌علیشاهی
- اویسیه •  بدویه/احمدیه •  بکتاشیه •  پیرجمالیه •  تیجانیه •  جنیدیه •  چشتیه •  حروفیه •  حکمیه •  حلمانیه •  حیدریه •  خاکسار (جلالی، معصوم‌علیشاهی، نورائی، عجم) •  خرازیه •  خفیفه •  دسوقیه •  رزاقیه •  رفاعیه •  سباریه •  سبلیه •  سهروردیه (جمالیه، جلالیه، زینبیه، خلوئیه، روشنیه) •  سهلیه •  سیاریه •  شاذلیه (جوهریه، وفاذیه، هاشمیه، عفیفه، قاسمیه) •  شطاریه •  صفویه •  طیفوریه •  فارسیه •  قادریه (بریلویه، کسنزانی ؛ سوله ای برزنجی)٬  •  کبرویه (ذهبیه/رضویه) •  محاسبیه •  مولویه (ارشادیه، پوست‌نشینان) •  نعمت‌اللهی •  نقشبندیه •  نقطویه •  نوربخشیه •  نوریه •  یسیویه •  بیانانیه(باباشیخ) •  جهمیه، ملامتیه، کرامیه، اویسیه، نجاریه، ضراریه، یونسیه، ثوبانیه، جنیدیه، سهلیه، حکیمیه، خرازیه، خفیفیه، حروفیه، بابائیه، بکتاشیه، معطلیه، روحانیه، سالمیه، سوفسطانیه، سباییه، طبایعه، طیفوریه، قصاریه، محاسبیه، دهریه، نوریه، مرجعیه، بهشمیه، اباحیه، اصولیه، افلاکیه، الهامیه، حشویه، باطنیه، براهمه، ثنویه، حلاجیه، حلمانیه، حلولیه، حمدونیه، خرازیه، خفیفیه، واصلیه، عمرویه، نظامیه، معمریه، بشریه، هشامیه، مرداریه، جعفریه، اسواریه، اسکافیه، حدیثیه، صالحیه، جاحظیه، شمامیه، جبائیه، کعبیه، جارودیه، راوندیه، شبیریه، تناسخیه، رزامیه، بیانیه، تبریه، بکریه، افطمیه، ابومسلمیه، حماریه، کلابیه، نجدانیه، عجارویه، صفدیه، اباضیه، کیسانیه، زیدیه، جریریه، قاسمیه، هادویه، ناصریه، صباحیه، قصاریه، طیفوریه، سهلیه، فراضیه، خفیثیه، سیاریه، عقبیه، یعقوبیه، نزاریه، جهمیه، خزرویه، سبائیه، حربیه، ریاحیه، خطابیه، سمیطیه، شیطانیه، حشویه، علویه، باطنیه، اسماعیلیه، مجوسیه، فلاطونیه، فیثاغورثیه، قرمطیه، غالیه، مغیریه، شبیهیه، منصوریه، جناحیه، خطابیه، غاروسیه، عظمیه، واقفیه، مفوضه، نصیریه، صباحیه، علبانیه، کربیه، کاملیه، مختاریه، مخمسه، مبارکیه، نجدیه، مریسیه، سعدیه و …